# Craspedosoma oropense
Craspedosoma oropense är en mångfotingart som beskrevs av Karl Wilhelm Verhoeff 1936. Craspedosoma oropense ingår i släktet Craspedosoma och familjen knöldubbelfotingar. Inga underarter finns listade i Catalogue of Life.